# No More Heroes 2: Desperate Struggle
No More Heroes 2: Desperate Struggle (ノーモア★ヒーローズ2 デスパレート・ストラグル?, Nō Moa Hīrōzu Tsū: Desuparēto Sutoraguru) è un videogioco prodotto per la console Nintendo Wii, diretto da Gōichi Suda (Suda51) e sviluppato da Grasshopper Manufacture. Secondo capitolo dell'omonima saga, il titolo ha fatto la sua comparsa nel mercato mondiale con la versione nordamericana il 26 gennaio 2010 (distribuita da Ubisoft); la versione europea è stata messa in commercio il 28 maggio 2010 ed è distribuita da Rising Star Games; in Giappone è uscito il 21 ottobre 2010 distribuito da Marvelous Interactive. Inoltre, il sequel No More Heroes III è stato annunciato all'E3 2019 per Nintendo Switch ed è uscito nel 2021.

## Differenze rispetto al primo capitolo
Rispetto al primo No More Heroes sono state effettuate diverse modifiche.

### Minigiochi
Come nel primo No More Heroes, per ottenere denaro utile all'acquisto di nuove Katane Laser, allenamenti in palestra, potenziamenti, e capi di abbigliamento sono stati inseriti dei lavori che Travis potrà svolgere facoltativamente. Tali attività lavorative, così come gli allenamenti in palestra, sono gestiti con grafica in stile 8bit bidimensionale che ricorda molto da vicino classici come Pac Man e Mach Rider.

### Rimozione dell'elemento Free Roaming
Nel primo No More Heroes era presente una componente free roaming dove per giungere alla missione o incarico successivo Travis, in sella alla sua moto, poteva viaggiare per Santa Destroy liberamente. Ora questa modalità è stata rimossa per lasciare spazio a una meccanica molto più immediata costituita da una mappa vista dall'alto della città con un menu di selezione sulla sinistra dello schermo dove compariranno i vari lavoretti (segnati in verde), le missioni per la classifica o le sfide (segnate in giallo), le missioni vendetta (segnate in rosso) e i principali luoghi della città (segnati in blu); al giocatore non resta altro che selezionare il luogo di destinazione per giungervi al termine di una breve sequenza di zoom.

### L'importanza dei soldi
In No More Heroes una costante è il denaro e il modo di acquisirlo, ma una componente che è stata modificata ampiamente è la sua importanza. Se in No More Heroes per accedere alle missioni valide per la classifica UAA era necessario pagare una quota di iscrizione, in No More Heroes 2 questo non è più necessario. I soldi saranno utili solo per ottenere migliorie alle armi e potenziare Travis, assumendo, di fatto, un ruolo facoltativo.

### La componente soprannaturale (i punti Akashic)
Durante la trama di No More Heroes 2 si viene a conoscenza dell'esistenza di alcuni luoghi a Santa Destroy dominati da un'energia mistica noti come "punti Akashic".
Il termine Akashic è derivato dalla parola Akasha che in sanscrito significa letteralmente "etere" sia in senso mitologico che elementale.
I punti Akashic sembrano essere in grado di collegare Santa Destroy ad altre dimensioni parallele.

## Trama
Travis Touchdown era il miglior assassino in circolazione, primo classificato nella UAA (United Assassins Association). Tre anni dopo gli eventi narrati in No More Heroes, Travis torna a Santa Destroy dove Skelter Helter lo attende, con l'obiettivo di vendicare l'assassinio del fratello. Con la sua vittoria Travis scopre che questo piccolo attacco è all'interno di un disegno di vendetta più grande, Skelter Helter lo minaccia sostenendo che da lì a poco anche lui avrebbe ricevuto la maledizione che subiscono coloro che perdono un fratello, il peso della vendetta. Poco tempo dopo, il migliore amico di Travis nonché proprietario della videoteca vicino al Motel in cui alloggia (il No More Heroes, appunto), Bishop Shidux, viene assassinato da un gruppo di individui armati, la sua testa, successivamente, viene recapitata a Travis. Dopo l'omicidio di Skelter Helter Travis si ritrova alla posizione nº51 della classifica e da lì deve cominciare nuovamente a uccidere per giungere alla cima dove, secondo le parole di Sylvia Christel, si trova il vero responsabile per la morte di Bishop.

## Personaggi principali

### Travis Touchdown
Età: 30 anni.

Nazionalità: Statunitense.

Doppiato da: Robin Atkin Downes

Protagonista indiscusso dell'avventura. È basato sul tipico stereotipo dell'otaku, la sua stanza è costellata di action figures e manifesti di wrestler. Vive in una situazione di semi povertà nel motel che dà nome al gioco, il No More Heroes, con la sua gatta Jeane.
Oltre ai compensi che riceve dalla United Assassins Association per le sue vittorie all'interno dell'ambito della classifica degli assassini, non ha né una fonte di guadagno né un'occupazione fissa: per guadagnarsi da vivere fa diversi lavori part-time. Nonostante una facciata di sicurezza in sé stesso portata all'estremo e un atteggiamento crudele nei confronti di altri assassini uomini, ha uno stile di vita tranquillo quando non deve combattere.
Prende l'amicizia molto seriamente; è infatti la morte del suo migliore amico a scatenare in lui il desiderio di vendetta e, di conseguenza, a fargli riprendere la scalata della classifica UAA.
È molto legato al concetto di valore in battaglia e prova il massimo rispetto per coloro che considera "veri guerrieri", atteggiamento dimostrato quando tenta di risparmiare un altro assassino: Ryuiji.
Il personaggio di Travis Touchdown è basato su Johnny Knoxville di Jackass e sul puglile professionista Josh Barret.

### Sylvia Christel
Età: 27 anni

Nazionalità: francese

Doppiata da: Paula Tiso

È la responsabile della classifica per la UAA. Ex moglie di Henry (fratello gemello di Travis), è fredda e misteriosa. Il suo ruolo principale è quello di occuparsi della gestione della classifica e di preparare gli scontri validi per essa.
In No More Heroes 2 emergono alcuni aspetti del suo carattere, come un forte culto del proprio aspetto estetico: nel corso dell'avventura la si può vedere parlare con Travis al telefono mentre si allena in palestra o si sottopone a manicure.
Il personaggio di Sylvia Christel è basato sull'attrice americana Scarlett Johansson, mentre il nome è un chiaro riferimento all'attrice europea Sylvia Kristel.

### Shinobu Jacobs
Età: 21 anni

Nazionalità: Sconosciuta (presumibilmente è statunitense)

Doppiata da: Kimberly Brooks

È la figlia di uno spadaccino di fama mondiale, protagonista di diversi video di allenamento del quale Travis è un ammiratore.
Nel primo capitolo Shinobu si presentava come una studentessa di 18 anni, combatteva in uniforme scolastica, ed era in ottava posizione nella classifica UAA.
Dopo gli avvenimenti che la vedono coinvolta nel primo No More Heroes, Shinobu va in Asia per allenarsi diventando la più grande assassina del continente.
Richiamata a Santa Destroy da Sylvia Cristel, viene incaricata di eliminare due assassini della classifica (rispettivamente Million Gunman e New Destroyman) per aiutare Travis.
Shinobu ha un'ammirazione spasmodica per Travis e lo chiama costantemente "Maestro" anche se questi si rifiuta.
Come Travis, anche lei ha l'abitudine di prendersi gioco dei nemici durante gli scontri con battute e canzonature.

### Henry
Età: 30

Nazionalità: Statunitense

Doppiato da: Quinton Flynn

Henry è fratello gemello di Travis e ex marito di Sylvia con la quale è stato sposato per 10 anni. Henry è cresciuto in Irlanda a differenza di Travis.

Non vi sono fonti certe riguardo al suo cognome; potrebbe essere Touchdown ma nel gioco non è presente alcun riferimento a questo particolare.

In No More Heroes 2 compare circa a metà della trama, quando Travis si ritrova a dover combattere in una Battle Royal contro altri undici assassini. Henry viene tramutato in una statua da parte dell'assassino in decima posizione, il Dr. Letz Shake, sconfitto tre anni prima da Henry stesso.
Dopo la sconfitta del Dr. Letz Shake, Henry viene portato a casa di Travis dove ha un incubo in cui sogna Mimmy: una ragazzina equipaggiata con braccia robotiche in grado di leggere nella mente di Henry (unica sezione del gioco in cui si potrà controllare Henry direttamente) che tenta di bloccarlo nel suo incubo; tuttavia Henry con un affondo alla schiena la fa letteralmente disintegrare potendo così tornare alla realtà. Henry aiuta Travis uccidendo per lui gli assassini che occupano la posizione nº5 e 6 della classifica e tenendo a bada gli scagnozzi di Jasper Batt Jr. durante lo scontro finale.

## United Assassins Association
La United Assassins Association (meglio nota come UAA), è un'organizzazione in cui sono iscritti i più temibili assassini nel mondo di No More Heroes.

Sugli effettivi componenti dell'organizzazione non si sa praticamente nulla, in quanto all'interno del gioco solo Sylvia, in veste di arbitro, fornisce un collegamento tra Travis e la UAA.

Oltre a organizzare gli incontri e a gestire la classifica, tra i compiti della UAA vi è quello di ripulire i luoghi in cui i concorrenti uccidono i loro bersagli inviando sul posto degli uomini in tuta isolante per rimuovere tracce di sangue, cadaveri e quant'altro possa dare nell'occhio.

La UAA ottiene finanziamenti da privati. Nel primo capitolo gli stessi concorrenti pagavano una somma per partecipare agli incontri. Tuttavia nel secondo capitolo questa cosa è stata rimossa dal gameplay nonostante questo, Travis si lamenterà nel corso di No More Heroes 2 del fatto che lui paga una "cifra esorbitante" alla UAA mentre loro non hanno intenzione di coprire le spese per il trasporto in autobus al luogo di uno scontro; tale contraddizione può essere legata a esigenze di continuità nella trama tra i due capitoli del gioco.

Tra i principali finanziatori della UAA vi è anche il primo classificato Jasper Batt Jr., proprietario di Pizza Bat (una grande catena di pizzerie di Santa Destroy).

Dopo la sconfitta di Alice, Travis dichiara guerra alla UAA con lo scopo di farla chiudere definitivamente, nonostante Sylvia sostenga che ciò sia impossibile in quanto è nella natura umana combattere per sovrastare gli altri.

Sconfitto il primo classificato, Jasper Batt Jr., non si hanno notizie certe sulle sorti della UAA in quanto il gioco ha termine; tuttavia è ipotizzabile che la UAA sia fallita dato che Travis incontra, dopo i titoli di coda del gioco, una triste Sylvia Christel che lavora in uno Strip Club.

### La classifica
La classifica della UAA è in entrambi i capitoli di No More Heroes una costante, nonché il principale filo conduttore della trama.

Nel primo capitolo di No More Heroes la classifica contava solo undici assassini; in No More Heroes 2 vanta invece cinquantuno assassini e una sfidante esterna.
Nonostante l'alto numero di partecipanti in classifica, per esigenze di trama, il numero totale di avversari affrontati effettivamente nel gioco ammonta a quattordici (di cui due affrontati per conto di Travis da Shinobu e tre affrontati da Henry) con l'aggiunta di 2 scontri esterni non validi per la classifica, Gli avversari di Travis sono:
- Skelter Helter: è il concorrente numero 51, entrato in classifica con lo scopo di vendicarsi della morte del fratello avvenuta per mano di Travis[1]. Le sue armi sono un revolver modificato con un anello di 12 caricatori, e una katana laser costituita da tre lame parallele; la forma della spada e l'aspetto fisico rendono il personaggio molto simile a Cloud Strife, protagonista di Final Fantasy VII. Lo scontro con Skelter Helter è un tutorial dove vengono illustrate le basi della battaglia;
- Nathan Copeland: è il primo vero avversario da affrontare e occupa la posizione numero 50 della classifica. Sylvia lo definisce come il leader di una setta religiosa che attira proseliti grazie alla sua musica sfruttando la sofferenza della gente. La sua arma principale è uno stereo portatile, stereotipo del tipico rapper degli anni novanta, in grado di trasformarsi in un'armatura per le braccia aumentandone così il raggio d'azione oppure, nella sua forma normale, in un'arma che lancia missili dalle casse (si può notare anche una sorta di gioco di parole: gli stereo portatili negli Stati Uniti sono definiti come boombox a causa del forte volume che potevano raggiungere i brani riprodotti grazie alle casse amplificate);
- Charlie Macdonald: è il Quarterback della squadra di football dell'università di Santa Destroy nonché l'assassino numero 25 della classifica. Questo scontro costituisce il primo ridimensionamento effettuato alla classifica per ragioni di trama in quanto Travis si ritroverà ad affrontare un numero indefinito di ragazze pon pon devote a Charlie Macdonald che combattono al suo fianco (il numero si presume sia 24, una per ogni posizione così saltata dalla classifica). Questo combattimento è completamente diverso da ogni altro: di fatto Charlie Macdonald e le sue ragazze pon pon si uniranno per formare un unico avversario: il "Santa Death Parade", un gigantesco robot umanoide simile a quelli della serie gundam che Travis dovrà affrontare a bordo di un altrettanto grande robot chiamato "Glastonbury". Lo scontro ha un sistema di comandi proprio: con il tasto A del wiimote si effettua l'attacco, con B si salta, il tasto Z del Nunchuk è invece la guardia mentre C consentirà l'uso di un attacco speciale quando l'indicatore di estasi raggiungerà il massimo;
- Matt Helms: è il primo assassino affrontato da Travis in uno dei punti Akashic e copre la posizione numero 24. Abbandonato da bambino dai suoi genitori e lasciato morire in solitudine, Sylvia racconta a Travis di una leggenda metropolitana secondo la quale Matt Helms avrebbe fatto un patto con il diavolo per tornare in vita e vendicarsi. Uccisi i suoi genitori, ha continuato a infestare la casa in cui era stato abbandonato e i boschi ad essa circostanti; è armato di un lanciafiamme che utilizza anche come mazza e di bombe molotov. Dopo la sua sconfitta per mano di Travis e l'incendio della casa appiccato da Sylvia scompare, ma non è sicuro che sia realmente morto;
- Cloe Walsh: è l'assassina che si trova nella posizione numero 23, si trova in isolamento in una prigione di massima sicurezza raggiungibile tramite il secondo punto Akashic. Provocante e letale allo stesso tempo, ha la capacità di sputare un acido in grado di avvelenare le sue vittime. Ha un carattere tendente al sadismo: nel filmato prima dello scontro tenta di baciare Travis probabilmente con l'intento di riversare nella sua gola dell'acido chiedendogli di mostrarle il suo viso mentre si contorce dal dolore. Cloe è in grado anche di combattere con le sue manette e con una tecnica che genera una spirale di liquido nero che usa per colpire i nemici (le movenze di tale sostanza ricordano quelle di un serpente);
- Dr. Letz Shake: durante una Battle Royale organizzata dalla UAA Travis si ritrova a dover affrontare 12 avversari, tuttavia 11 vengono letteralmente carbonizzati dal numero 10, il Dr. Letz Shake. Questo assassino compare anche nel primo No More Heroes dove viene sconfitto da Henry; la differenza principale rispetto alla versione di tre anni prima, dove era solo una macchina priva di un'intelligenza artificiale autonoma, è la capacità di agire in maniera indipendente da un controllore esterno; a causa del cervello umano è in grado di provare sentimenti come l'odio e il desiderio di vendetta. È dotato di una potentissima arma per uso militare in grado di generare terremoti. Doppiato da Fred Tatasciore;
- Million Gunman : è il primo degli assassini a non affrontare direttamente Travis nel corso dell'avventura: viene infatti affrontato da Shinobu su richiesta di Sylvia per favorire e velocizzare l'ascesa al primo posto della classifica da parte di Travis. Million Gunman occupa la posizione numero 9 nella classifica, è presidente della banca di Santa Destroy ed è totalmente ossessionato dai soldi e dalla ricchezza. La sua arma è un revolver in grado di sparare soldi, per l'esattezza dollari arrotolati;
- New Destroyman: è l'8º classificato, Travis, nel primo capitolo, lo aveva già diviso a metà con un taglio verticale uccidendolo[2]. New Destroyman è stato creato a partire dalle due metà di Destroymen con l'ausilio della tecnologia, questo ha generato due Destroyman separati ognuno dotato di una propria personalità di cui una gentile e coraggiosa e l'altra volgare e pavida. Il nuovo personaggio possiede il repertorio di mosse utilizzate da Destroyman in No More Heroes: esse sono il Destroy spark con il quale genera una scarica elettrica dalle mani, il Destroy Buster, ovvero un raggio laser sparato dalla cintura, e il Destroy cannon una mossa che ricorda l'Hadouken di Street Fighter; la nuova versione di Destroyman possiede la capacità di volare e una versione potenziata del Destroy Buster e Cannon oltre la capacità di rianimare una delle due parti quando questa viene sconfitta. Lo scontro con New Destroyman è l'ultimo in cui verrà utilizzata attivamente Shinobu;
- Ryuji: questo è l'unico scontro in cui il giocatore si ritrova immediatamente nella sfida valida per la classifica senza alcuna battaglia preliminare. Prima dello scontro vero e proprio Travis e Ryuji daranno vita a uno scontro con le loro moto dove lo scopo è quello di spingere l'avversario giù da un dirupo, il tutto con meccaniche e regole che ricordano piuttosto da vicino gli incontri di sumo. Ryuji occupa la posizione numero 7 della classifica; la sua arma è una katana laser replica delle katane classiche. Di Ryuji non si sa molto in quanto non intrattiene alcun tipo di dialogo con Travis, si può presupporre che sia giapponese dati i riferimenti costituiti dalla sua arma, dalla presenza di bandiere nipponiche sulla sua moto e dalla bandana simile a quelle utilizzate dai kamikaze. A seguito dello scontro Travis decide di risparmiargli la vita per l'onore e la correttezza dimostrati in battaglia; tuttavia ciò non avverrà in quanto Sylvia ucciderà Ryuji con una mitragliatrice;
- Scott Gardner, Greg Cantrell e Massimo Bellini : le informazioni su di loro sono praticamente inesistenti in quanto il giocatore apprende della loro eliminazione, avvenuta per mano di Henry, tramite una telefonata dello stesso e tre fotografie che vengono lasciate a Travis. Non è chiaro il perché le vittime di Henry siano tre e occupino solo due posizioni della classifica (rispettivamente la numero 6 e la numero 5); è ipotizzabile che uno dei tre sia parte di un incontro non ufficiale, fac simile quindi all'incontro di Travis con Kimmy Howell;
- Margaret Moonlight : è l'assassina che occupa la posizione numero 4; è nota anche come la "Dea della morte" in quanto si dice che coloro che l'ultima cosa che le vittime sentano prima di morire sia la sua canzone. Si presenta come una ragazza bionda con gli occhi blu vestita con abiti basati sullo stile gothic lolita; le sue armi sono due fucili che utilizza anche come falci. È in grado di teletrasportarsi scomparendo gradualmente da un punto per comparire in un altro del campo di battaglia; è inoltre in grado di vincere la forza di gravità per brevi periodi di tempo e fluttuare;
- Capitano Vladimir: 3º classificato della UAA, è un cosmonauta di un programma spaziale dell'ex Unione Sovietica ed è convinto dall'inizio alla fine del combattimento di essere ancora nello spazio. Il suo equipaggiamento consiste in una tuta da cosmonauta circondata da apparecchiature elettroniche di vario genere; è in grado di generare un campo di forza di fronte a sé (lasciando tuttavia la sua schiena vulnerabile) e di chiamare dallo spazio l'intervento della stazione spaziale Volk che è in grado di sparare un potente raggio laser in grado di eliminare in un colpo Travis. Nel suo repertorio di attacchi è da notare la possibilità di far levitare massi da terra da lanciare contro il suo avversario e di utilizzare dei laser provenienti dalla Volk con il solo scopo di tenersi fuori della portata della katana laser;
- Alice Twilight: è il primo tra i nuovi assassini di Desperate Struggle ad essere rivelato al pubblico, e occupa la posizione numero 2 della classifica. Vive nell'ultimo punto Akashic come un'asceta, allenandosi all'arte del combattimento per la durata complessiva delle sue ore di veglia. La sua arma è costituita da una struttura meccanica applicata alla sua schiena e dotata di sei braccia simili alle zampe di un ragno, ognuna con una katana laser equipaggiata; tale struttura consente di sfruttarne una appendice dando la possibilità ad Alice di mantenersi sollevata da terra. Ha una forte ammirazione verso Travis dovuta al fatto che lui, a differenza di tutti gli altri assassini della UAA, è diventato primo per poi scomparire nel nulla uscendo, di fatto, da quel ciclo di morte che è la classifica. È estremamente contraria alla politica UAA; sarà lei a ispirare in Travis l'idea di far sparire dalla circolazione una volta per tutte l'associazione e la sua classifica;
- Jasper Batt Jr.: è l'ultimo avversario che Travis deve affrontare e il numero 1 della classifica UAA. Jasper Batt Jr. è il presidente di Pizza Bat, nonché di numerose altre attività di Santa Destroy controllate tramite i suoi collaboratori. Nel primo No More Heroes, Travis si trova a dover uccidere in una missione secondaria gli amministratori delegati di Pizza Bat, probabilmente il padre e i fratelli di Jasper in quanto all'inizio dello scontro egli spiega come Travis sia responsabile della loro morte e di come lui voglia vendicarsi. Nel corso della battaglia Jasper Batt Jr. cambierà forma tre volte: all'inizio combatte a bordo di una sorta di automobile volante; una volta sconfitto si assiste ad una sua trasformazione attraverso l'assunzione di una sostanza sconosciuta tramite la quale diventa molto più alto e robusto (da questo punto di vista è molto simile a Garlic Jr. di Dragon Ball). Al termine del combattimento Jasper verrà scaraventato fuori da una finestra del suo ufficio, tuttavia tornerà con l'ultima metamorfosi in cui diverrà una versione gigantesca della sua primissima forma (simile allo Stay Puft Marshmallow Man di Ghostbusters). Una volta sconfitto, Travis si getterà su di lui per infliggergli il colpo di grazia con un affondo sulla testa sufficiente a farlo esplodere.

### Altri Scontri
In No More Heroes 2 vi sono anche due scontri non legati direttamente alla classifica:
- Kimmy Howell: studentessa dell'università di Santa Destroy, è una ammiratrice sfegatata di Travis tant'è che per la sua ammirazione aggiunge al nome di Travis il titolo di "Il grande". Prima dello scontro consegna a Travis una lettera "d'amore" dove spiega le ragioni che l'hanno portata a diventare un'assassina e l'impegno e dedizione che ha messo nei suoi allenamenti per tentare di arrivare al suo livello, per poi poterlo uccidere così che lui potesse essere suo per sempre (il tutto accompagnato da un sottofondo musicale dato dalla stessa Kimmy che suona un flauto). Quando Travis termina di leggere la lettera la ragazza farà comparire fuori dal flauto due lame laser (una per estremità) rendendo palese la vera natura di quell'oggetto che è in realtà un'arma simile a quella di Darth Maul di Star Wars. Al termine dello scontro Travis si rifiuta di darle il colpo di grazia: si limiterà all'utilizzare una mossa di wrestling per tramortirla (è l'unica persona che sfida Travis senza venire uccisa dopo lo scontro). La schermata di fine combattimento dichiarerà "Kimmy Howell: K.O;
- Mimmy: è un personaggio immaginario partorito dalla mente di Henry, si presenta come una strana ragazzina disegnata in stile anime probabilmente ispirata da Bizarre Jerry 5[3][4] È dotata di braccia meccaniche (simili a quelle di Nathan Copeland quando coperte con l'armatura fornita dal suo stereo), con cui è in grado di lanciare missili, sparare dei laser e volare per cadere di peso sulla vittima designata. Essendo una proiezione mentale di Henry è in grado di leggerne i pensieri e di teletrasportarsi; una volta sconfitta, la schermata di fine combattimento porterà la dicitura "Disintegrata".

## Meccaniche di gioco
No More Heroes 2 è caratterizzato da un utilizzo ibrido del controller Wiimote e Nunchuk. L'azione è portata avanti con il classico utilizzo dei controlli analogici del Nunchuk per i movimenti del personaggio e la gestione della telecamera, della croce direzionale del Wiimote per effettuare le schivate e dei tasti A e B (rispettivamente attacco con la spada e attacco corpo a corpo). Durante i combattimenti il giocatore può trovarsi alle prese con vere e proprie mosse finali in cui il gioco per qualche secondo si ferma per dare la possibilità di finire il proprio nemico con un semplice movimento del wiimote nella direzione indicata a schermo. Un sistema di controlli analogo è legato alle varie prese che possono venire effettuate prememendo il tasto B contro un nemico stordito (riconoscibile per le stelline sulla testa del bersaglio), dopodiché il giocatore muovendo contemporaneamente Wiimote e Nunchuk nella direzione indicata conclude la mossa. Travis è in grado di effettuare una sorta di attacco in carica, muovendo il Wiimote verso il basso mentre con il Nunchuk lo si fa correre verso l'obbiettivo.

### Ricaricare le batterie
Caratteristica comune a No More Heroes è la batteria della Katana Laser. Ogni utilizzo (che sia attacco o parata) porta a un consumo di batteria; quando essa è scarica la katana diventa inoffensiva.
Per ricaricare le batterie ci sono due modalità:
- raccogliere delle batterie nel corso dell'avventura;

- usare la ricarica manuale, che si effettua con una pressione del tasto "1" del Wiimote muovendolo in qualunque direzione.

### Indicatore Estasi
In Desperate Struggle è stato inserito un indicatore estasi in basso a sinistra dello schermo con la forma di una tigre rappresentata con una grafica in stile 8bit.
Tale indicatore modifica il suo aspetto man mano che Travis infligge danni ai nemici: la tigre cambia progressivamente forma passando da uno stato a riposo fino a uno stato inferocito in cui diventa rossa circondata da un'aura bianca. A quel punto una semplice pressione del tasto " - " del Wiimote consentirà di entrare in modalità Fendente Veloce che consentirà di effettuare un numero elevato di combo a velocità maggiore.

### Fendente Finale e Slot Machine
Quando un nemico sarà indebolito a sufficienza sarà possibile effettuare una potente mossa conclusiva, un breve rallenentamento a schermo con una freccia indicheranno al giocatore in che direzione muovere il Wiimote per infliggere il colpo mortale. Al termine del fendente a fondo schermo apparirà una slot machine rossa su sfondo nero che consentità a Travis di avere dei bonus temporanei di vario genere.
Strawberry on the Shortcake

Attivazione: Questo bonus si innesca quando la slot machine mostra tre ciliegie.

Effetto: I nemici nell'area vengono rallentati.
Blueberry Cheese Brownie

Attivazione: Questo bonus si attiva quando la slot machine mostra tre campane.

Effetto: Travis è in grado di sparare palle di fuoco, prendendo la mira con il controllo analogico del Nunchuk e facendo fuoco con A del Wiimote.
Cranberry Chocolate Sundae

Attivazione: La slot machine allinea tre BAR.

Effetto: Travis si trasforma in una tigre feroce che può uccidere all'istante i nemici; premendo il tasto A la tigre attacca il bersaglio, premendo B sbrana un bersaglio a terra.
Gooseberry Sugar Donut

Attivazione: La slot machine allinea tre "7"

Effetto: Travis provocherà un'esplosione che ucciderà tutti i nemici nelle vicinanze. L'animazione cambia a seconda della Katana equipaggiata.

## Le Armi
Elemento costante nella saga di No More Heroes sono le katane laser che Travis e altri personaggi utilizzano nel corso dell'avventura; tali armi sono simili per colore, suoni emessi e forma alle spade laser dell'universo di Star Wars.

Tutte le armi, ad eccezione della Rose Nasty, sono prodotte dalla Dottoressa Naomi così come anche il robot utilizzato da Travis nella sfida contro Charlie Macdonald.
In No More Heroes 2 Travis ha a disposizione un totale di quattro katane laser:
- Blood Berry: la prima katana utilizzata da Travis, vinta ad un'asta online. È la katana laser base, consuma una quantità più grande del normale di batteria ed è lenta da ricaricare. È dotata di una guida esterna parallela e allungabile su cui scorre la lama; sul fondo dell'arma è presente un ricevitore a punta;
- Cammellia Mk-III: è la prima arma acquistabile dall'officina della Dottoressa Naomi, al costo di 50.000$. Simile come forma alla Tsubaki Mk-III del primo capitolo, ha una durata di batteria e una velocità di movimento maggiori rispetto alla Blood Berry ma non ha un significativo aumento in potenza. Ha una lama di colore verde;
- Peony: la più potente arma creata dalla Dottoressa Naomi, acquistabile al prezzo di 300.000$. È l'unica katana, insieme alla Tsubaki Mk-II del primo capitolo, a dover essere impugnata con due mani. La Peony ha la capacità particolare di adattare la lunghezza della sua lama al livello di estasi di colui che la utilizza: maggiore il livello di estasi e maggiore sarà la lama. La lama è di colore Rosso;
- Rose Nasty: l'ultima arma ottenibile da Travis in No More Heroes 2, unica nel suo genere, è costituita da una coppia di katane di cui quella sulla mano secondaria è nettamente più corta di quella sulla mano principale e l'elsa forma una sorta di difesa per le mani. Quest'arma era stata commissionata da Bishop Shidux a un suo conoscente per conto di Travis e viene ottenuta come eredità di Bishop da parte di quest'ultimo. Rispetto alla Peony ha una potenza in uscita estremamente inferiore, che viene però compensata da una velocità di attacco superiore a tutte le armi precedenti. Quest'arma è totalmente priva sia di ricevitore in punta sia di guida esterna parallela alla lama; il colore delle due lame è un rosso con sfumature tendenti al rosa e quindi più chiaro del colore della lama della Peony.

Quest'arma è molto probabilmente ispirata all'arte di combattimento giapponese del Niten Ichiryu, che prevede l'uso congiunto di una katana e una spada corta.

## Sviluppo
L'idea per la creazione di un secondo No More Heroes viene concepita da Gōichi Suda (Suda51) poco dopo l'uscita del primo capitolo, il 15 marzo 2008; in quell'occasione venne definita anche la condizione affinché un sequel potesse essere realizzato: il titolo doveva ricevere una buona accoglienza da parte del pubblico Europeo e Americano.

No More Heroes 2 è stato annunciato al grande pubblico al Tokyo Game Show il 9 ottobre 2008 con un filmato di 45 secondi circa in cui compaiono Travis e Alice Twilight; durante il quale Travis stesso comunica al pubblico il suo ritorno utilizzando la frase resa celebre dalla serie cinematografica Terminator: "I'll be back!".

Alla fiera dell'intrattenimento videoludico E3 2009, è stata resa nota tramite un altro video da parte di Grasshopper Manufacture la presenza di una forte componente tematica riguardo alla vendetta all'interno della trama; sono stati inoltre confermati i personaggi di Travis Touchdown e Sylvia Christel

Inizialmente Goichi Suda, era al lavoro su una versione "soft" e senza sangue di No More Heroes 2 in modo da accontentare il maggior numero di utenti possibile immettendone sul mercato due versioni parallele di cui una censurata e una no; tuttavia in un secondo momento la produzione della versione censurata è stata bloccata da parte di Rising Star Games in quanto l'utenza sarebbe stata comunque più propensa ad acquistare la versione sanguinolenta.

Suda51 ha anticipato, nel luglio del 2009, come No More Heroes 2 è destinato ad essere l'ultimo capitolo pubblicato su Nintendo Wii sostenendo l'esaurimento delle possibilità di sfruttamento in termini di gameplay della console per quanto riguarda la saga sino al secondo capitolo e dichiarando ufficialmente la conclusione delle avventure di Travis con esso; non sono esclusi tuttavia nuovi episodi di No More Heroes per la futura console di casa Nintendo successiva al Wii.
Nel 2018 in un'intervista Suda aveva confermato che in collaborazione con Marvelous Entertainment avrebbe cercato di portare sia No More Heroes che No More Heroes 2: Desperate Struggle su Nintendo Switch. Il 28 ottobre 2020 entrambi i giochi sono stati pubblicati per Nintendo Switch dopo il Nintendo Partner Showcase. Il 4 giugno 2021 è stata confermata anche una versione per Microsoft Windows, uscita il 9 giugno dello stesso anno.

## Accoglienza
La critica ha accolto particolarmente bene questo titolo, che è riuscito a eguagliare il suo predecessore come valutazione sulle testate specializzate e sui siti internet dedicati ai videogames raggiungendo risultati che variano dai 7.5 ai 9 punti su un massimo di 10.

No More Heroes 2 non è comunque esente da difetti che possono rendere il gioco frustrante durante alcune sezioni. Per esempio, una delle caratteristiche maggiormente contestate del gioco è legata ai livelli progettati con grafica a 8bit che, se ad un primo impatto possono sorprendere e divertire, finiscono con l'essere ripetitivi e noiosi.

Altro aspetto fortemente criticato è il sistema di telecamere, indipendente dal volere del giocatore, che potrà solo riportare la posizione della telecamera alle spalle di Travis con una pressione del tasto C del nunchuck. Questo rende difficile seguire le azioni più movimentate e gestire sporadiche sezioni platform che il giocatore affronta nei panni di Shinobu.

Al capitolo sono state tuttavia apportate modifiche al comparto grafico che risulta più "pulito" e gradevole a livello di texture rispetto a quello del suo predecessore. Inoltre è stata introdotta la mappa con relativa selezione di locazioni al posto dell'esplorazione libera; ciò è considerato da molti come un miglioramento ma da altri come una mancanza, dato che piuttosto che migliorare un difetto del prodotto è stata direttamente eliminata una meccanica di gioco non sufficientemente sfruttata.

Un'ampia critica è stata rivolta contro il comparto narrativo, presente in maniera poco efficace per tutta la durata di No More Heroes 2 ad eccezione dei primi filmati e in corrispondenza degli scontri finali.
Le varie recensioni online si mostrano piuttosto concordi tra loro, qui di seguito sono elencati i principali siti che si occupano di recensioni videoludiche con il relativo voto assegnato a No More Heroes 2: Desperate Struggle:
- Archiviato il 4 luglio 2010 in Internet Archive. Spaziogames.it, voto: 8.5;
- Wiitalia.it, voto: 7.5;
- Archiviato il 7 giugno 2010 in Internet Archive. Gameplayer.it, voto: 84/100;
- Gamesource.it, voto: 7.8;
- No More Heroes 2: Desperate Struggle - Recensione - Wii - 76611 - Multiplayer.it Multiplayer.it, voto: 8.6.

Nonostante le ottime critiche ricevute dalle varie recensioni, No More Heroes 2 non ha avuto il successo sperato vendendo, a circa un mese di distanza dal suo arrivo nel mercato Nord Americano, 30 000 copie; gli analisti sono propensi a indicare lo scarso budget a disposizione del marketing per il prodotto.

## Staff

### Staff Produzione
A differenza del primo No More Heroes, diretto e sceneggiato da Suda51, in questo secondo capitolo la regia è stata affidata a Toshihiro Fujikawa.
- Toshihiro Fujikawa - Regista
- Gōichi Suda – Sceneggiatore, direttore esecutivo
- Yūsuke Kozaki – Designer personaggi
- Okama – Designer costumi
- Shigeto Koyama – Progettista armi e meccaniche
- Kris Zimmerman – Direttore del doppiaggio
- Masafumi Takada – Compositore

### Doppiatori
Per la versione europea non è presente un doppiaggio localizzato; il gioco è dunque doppiato da attori americani e sottotitolato in italiano, tedesco, inglese, francese e spagnolo.

I doppiatori americani e relativi personaggi sono:
- Takashi Miike - L'amico di Bishop
- Yuri Lowenthal - Charlie McDonald, Jasper Batt Jr.
- Tara Strong - Cloe Walsh, Margaret Moonlight
- Fred Tatasciore - Dr. Letz Shake
- Quinton Flynn - Henry
- Jennifer Hale - Kimmy Howell, Alice Twilight
- Debi Derryberry - Matt Helms, Mimmy
- Paul Eiding - Million Gunman, Captain Vladimir
- Khary Payton - Nathan Copeland
- Josh Keaton - New Destroyman
- Robert Wu - Ryuji
- Kimberly Brooks - Shinobu Jacobs
- Matthew Mercer - Skelter Helter, Bishop Shidax
- Paula Tiso - Sylvia Christel
- Robin Atkin Downes - Travis Touchdown

## Curiosità
- Durante la scena di sesso che vede protagonisti Travis Touchdown e Sylvia Christel l'inquadratura si ferma e lo schermo inizia a tremare; cadono poi sulla facciata esterna del Motel No More Heroes, cadono poi alcune lettere dall'insegna che viene a formare la scritta "More Eros".
- Il team di sviluppo di No More Heroes ha lavorato in collaborazione con Bedtime Flirt (azienda specializzata nella produzione di abbigliamento intimo femminile) per creare una linea di lingerie basata sui modelli dei personaggi femminili, nella fattispecie basandosi su Sylvia Christel, Naomi e Shinobu Jacobs[14].
- Nella versione europea e giapponese è presente un remix del tema di battaglia di Margaret Moonlight mentre quella americana presenta una versione regolare.